# Andrej Kapralov
Andrej Nikolajevitsj Kapralov (Russisch: Андрей Николаевич Капралов) (Sint-Petersburg, 7 oktober 1980) is een topzwemmer uit Rusland, die namens zijn vaderland de gouden medaille won met de aflossingsploeg op de 4x100 meter vrije slag bij de wereldkampioenschappen langebaan (50 meter) in Barcelona (2003).